# Gorenja Žetina
Gorenja Žetina este o localitate din comuna Gorenja vas - Poljane, Slovenia, cu o populație de 51 de locuitori.